# 小松運動公園末広野球場
小松運動公園末広野球場（こまつうんどうこうえん すえひろやきゅうじょう）は、石川県小松市の小松運動公園（末広運動公園）にある野球場。愛称弁慶スタジアム（べんけいスタジアム）。施設は小松市が所有し、（公財）小松市まちづくり市民財団が指定管理者として運営管理を行っている。

## 概要
1954年、市内の末広運動公園内に竣工。開場当初のフィールドは両翼113m、中堅130mと非常に広かった。同年の開場以来、高校野球などアマチュア野球公式戦が行われている。
老朽化のため改修を行い、1980年からフィールドは両翼98m、中堅120mとなり、フェンスへのラバー貼付、またメインスタンドには審判室、放送室など本部席部分が増設された。1990年5月6日には市制50周年を記念してプロ野球ウエスタン・リーグ公式戦・中日ドラゴンズ対オリックス・ブレーブス（現オリックス・バファローズ）戦が開催された。
だが老朽化は著しく、2002年には末広野球場の改築を求める市民から約9,000人分の署名が提出された。市ではこれを受けて検討作業に入り、総工費約22億2,300万円をかけて全面的に改築を行うことになった。2006年8月から旧施設の撤去を開始し、同年10月15日から改築工事に着工、2008年6月に竣工した。6月29日には落成式が執り行われ、球場開きとして龍谷大学付属平安高等学校と石川県立小松工業高等学校、小松市立高等学校による招待試合を開催して供用を再開した。
また市では竣工後の同年11月4日から11月28日にかけて末広野球場の愛称の一般公募を実施。全国の252人から計350件の応募があり、12月12日の選定会で弁慶スタジアムに決定した。かつて源義経が奥州へ落ちる道中、同市に存在したとされる安宅関で関守に止められた際、武蔵坊弁慶が偽の勧進帳を読み上げた故事は、能楽『安宅』や歌舞伎『勧進帳』のモチーフにもなっている。市側は選定理由について「『弁慶』という名は、未来に向け力強く羽ばたく小松市をイメージするのに相応しい」としている。愛称は12月16日に正式発表され、応募者には賞品が授与された。
2008年からはベースボール・チャレンジ・リーグの石川ミリオンスターズが公式戦の一部を開催してきた。所属リーグが日本海オセアンリーグとなった2022年も開催された（セントラル開催方式のため、石川の出場しない1試合とのダブルヘッダー）。

### 沿革
- 1947年（昭和22年）　石川県で開催される国民体育大会の試合会場として、芦城公園内に野球場を急遽建設。
- 1954年（昭和29年）　末広運動公園内にて、当球場が竣工。
- 1980年（昭和55年）　大規模改修を実施し竣工。
- 2008年（平成20年）　全面改築を実施し竣工。

## 施設概要
- グラウンド面積：13,745m2
- 両翼：99.1m、中堅：122m
- 内野：黒土、外野：天然芝
- 収容人数：10,000人
  - 内野：6,000人（ベンチ席）、外野4,000人（芝）
  - 内野スタンドのネット裏上段には膜屋根が架設されている。
- 照明設備：照明塔6基
  - 最大照度：投捕間1500Lx、内野1000Lx、外野800Lx
- スコアボード：磁気反転式、フリーボード（H2.0×W4.0m、LED・8色表示）
- 室内練習場：一、三塁側各1か所（多目的750m2・ロングパイル人工芝、ブルペン125m2）
  - フットサル（15×30m）やゲートボールのコートなどに多目的利用可能。

## 交通
- 小松駅より1.2km（所要時間：徒歩で約20分）。バス利用の場合小松バス「市内循環線」で「末広運動公園」下車（所要時間：約10分）。
- 北陸自動車道 小松インターチェンジより車で5分、安宅スマートICより7分（安宅スマートICは福井方面よりのみ利用可能）